# رود بیو بیو
رود بیو بیو دومین رود بزرگ کشور شیلی است. سرچشمه این رود از رشته کوه آند بوده و پس از طی ۳۸۰ کیلومتر به اقیانوس آرام می‌ریزد. این رود با عرض نزدیک به ۱ کیلومتر، عریض‌ترین رود کشور شیلی است.

## نام‌گذاری
نام این رود از زبان مردم ماپوچه گرفته شده است.